# Fladda (Slate Islands)
Pour les articles homonymes, voir Fladda.
Fladda est une île du Royaume-Uni située en Écosse.